# Sauges

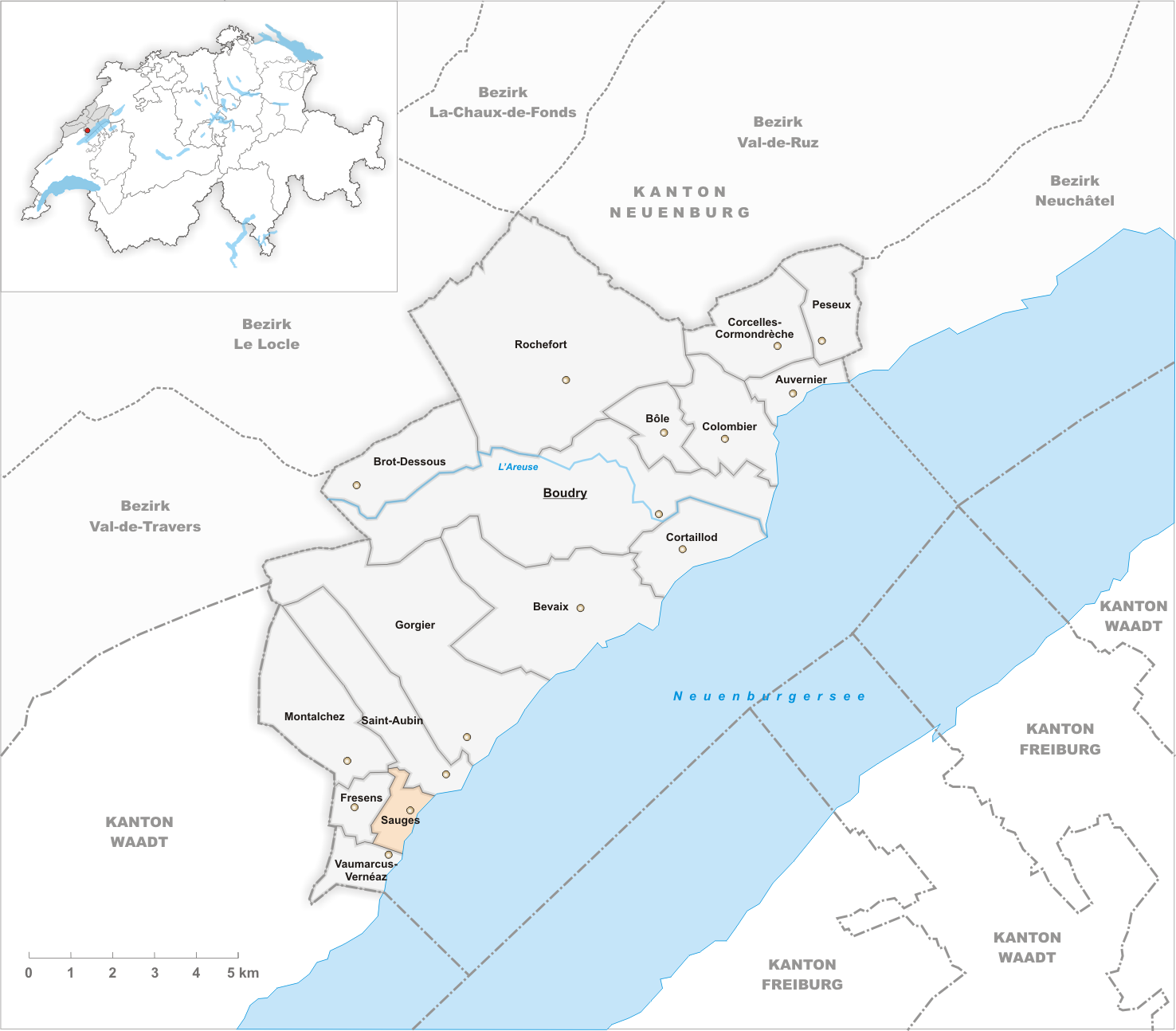
Gemeindestand vor der Fusion am 1. Januar 1888

Sauges war eine selbständige politische Gemeinde im Bezirk Boudry, Kanton Neuenburg, Schweiz. 1888 fusionierte Sauges mit der ehemaligen Gemeinde Saint-Aubin zur Gemeinde Saint-Aubin-Sauges, welche 2018 in der neugebildeten Gemeinde La Grande Béroche aufging.